# كمال بن حميدة
كمال بن حميدة (مواليد 1954) موسيقي جاز وكاتب ليبي. ولد في طرابلس ثم انتقل في أوائل عشريناته إلى فرنسا ويعيش الآن في هولندا. اختار أن يكتب بشكلٍ أساسي باللغة الفرنسية ونشر عدة مجموعات شعرية، ورواية سنة 2012 بعنوان (بالفرنسية: La Compagnie des Tripolitaines)‏. تم ترشيح الكتاب لعدة جوائز أدبية فرنسية، ونشرت الترجمة الإنجليزية عام 2014، تحت عنوان (بالإنجليزية: Under The Tripoli Sky)‏، وترجم القصيدة الملحمية «ما بي مرض غير دار العقيلة» للشاعر الراحل رجب بوحويش إلى الفرنسية. 